# Pavlína Filipovská
Pavlína Filipovská (ur. 28 maja 1941 w Pradze) – czeska aktorka, piosenkarka i prezenterka.
Jest córką aktora Františka Filipovskiego.
Od końca lat 50. pojawiała się w programach telewizyjnych dla dzieci. Związała się również z teatrem Semafor (1959–65), gdzie zasłynęła przede wszystkim interpretacją jednej z najbardziej popularnych piosenek J. Suchego i J. Šlitra. Występowała także w teatrach Apollo (1965–69) i Rokoko (1969–74). Od lat 60. pojawia się w serialach i programach telewizyjnych (Babiččina krabička, Bejvávalo, Píseň pro Rudolfa III.), a także w filmach jako aktorka.
Jest autorką książek gastronomicznych: Dostaveníčko u plotny (1996) i Praha město labužníků (2002).

## Filmografia
- 1961: Procesí k Panence[2]
- 1963: Konkurs[3]
- 1964: Kdyby tisíc klarinetů
- 1967: Sedm žen Alfonse Karáska[4]
- 1967: Ta naše písnička česká
- 1968: Ach, ta vojna[5]
- 1968: Píseň pro Rudolfa III
- 1969: Dospěláci můžou všechno
- 1971: Lásky Emanuela Přibyla
- 1976: Dostaveníčko u Orloje
- 1977: Dostaveníčko s pražskými strašidl